# Mine Degtyarsky
 (janvier 2021).
La mine Degtyarsky est une grande mine de cuivre située dans le sud-ouest de la Russie dans l'oblast de Sverdlovsk. Elle représente l'une des plus grandes réserves de cuivre de Russie et du monde avec des réserves estimées à 224 millions de tonnes de minerai titrant 1,48% de cuivre.